# Presika (Labin)
Presika (olaszul: Fratta) falu Horvátországban, Isztria megyében. Közigazgatásilag Labinhoz tartozik.

## Fekvése
Az Isztria keleti részén, Labin központjától 1 km-re délre  fekszik.

## Története
A településnek 1880-ban 264, 1910-ben 382 lakosa volt. Az első világháború után Olaszország, a második világháború után Jugoszlávia része lett. Jugoszlávia felbomlása után 1991-ben a független Horvátország része lett. 2011-ben 577 lakosa volt.

## Lakosság
| Lakosság változása | Lakosság változása | Lakosság változása | Lakosság változása | Lakosság változása | Lakosság változása | Lakosság változása | Lakosság változása | Lakosság változása | Lakosság változása | Lakosság változása | Lakosság változása | Lakosság változása | Lakosság változása | Lakosság változása | Lakosság változása |
| ------------------ | ------------------ | ------------------ | ------------------ | ------------------ | ------------------ | ------------------ | ------------------ | ------------------ | ------------------ | ------------------ | ------------------ | ------------------ | ------------------ | ------------------ | ------------------ |
| 1857               | 1869               | 1880               | 1890               | 1900               | 1910               | 1921               | 1931               | 1948               | 1953               | 1961               | 1971               | 1981               | 1991               | 2001               | 2011               |
| 0                  | 0                  | 264                | 293                | 332                | 382                | 0                  | 0                  | 440                | 393                | 351                | 249                | 236                | 339                | 453                | 577                |